# Boyanka Kostova
Boyanka Kostova és un duet gallec de música trap format per Cibrán García «Saibran Yiyi» i Manuel González «O Chicho do Funk» el 2016 a Santiago de Compostel·la. Són considerats els pioners del trap en gallec i els promotors del «twerking rural» en mesclar-lo amb la música tradicional gallega de les muiñeiras. Les seves cançons estan plenes de retranca («ironia»).
El 2021, amb la col·laboració del cineasta Xaime Miranda, realitzaren un díptic audiovisual amb el grup de rap Dios Ke Te Crew inspirat en les pel·lícules sobre la màfia. Amb «OG» i «Ácido úriko» portaren a la màxima expressió el fet de ser gallec.

## Discografia
- Maqueta (autoedició, 2016)
- Vella Canción Galega (EP, La Melona, 2018)
- Nova Canción Galega (La Melona, 2019)
- Os dous de sempre (EP, Mushroompillow, 2020)
- Os meus peidos cheiran a pétalos perfumados (Ernie, 23)
- Foliada no inferno (Ernie, 2024)[5]